# Pseudodimerodontium
Pseudodimerodontium là một chi rêu trong họ Leskeaceae.